# Kol ghuva
Kol ghuva (вимовляється як «хул гхува») — викопний рід целурозаврових тероподів з пізньої крейди Монголії.

## Опис
Викопні рештки були виявлені в пізньокрейдяних відкладеннях Монголії. Типовий екземпляр Kol ghuva (IGM 100/2011; одна збережена нога) був знайдений в місцевості Ukhaa Tolgod у відкладеннях формації Дядохта, чий вік датується приблизно в 75 млн років. Імовірно, розмір Kol ghuva був удвічі більший ніж його сучасників з роду шувуї. Опорну функцію виконували тільки три пальці — перший був дуже короткий і складався всього з двох фаланг, а п'ятий зник зовсім. Другий палець складається з трьох фаланг, третій — 4 і четвертий — 5. Стопа має 225 мм у довжину, що робить його найбільшим з відомих альвресазаврових, ймовірно, маса понад 15 кг. Однак, якщо Shuvuuia desertiпредставлений численними екземплярами, то вид Kol ghuva знайдений лише в однині та, ймовірно, він був більш рідкісним.
Деякі особливості будови доводять, що новий вид був більш просунутим ніж близькі Alvarezsaurus calvoi та Patagonykus puertai. Серед авторів опису американські палеонтологи Стерлінг Несбіт і Марком Нореллом.

## Етимологія
Біноміальна назва виду Kol ghuva походить від монгольських слів köl, «нога» і ghuv-a, «гарний».